# 国鉄タサ5600形貨車
国鉄タサ5600形貨車（こくてつタサ5600がたかしゃ）は、かつて日本国有鉄道（国鉄）及び1987年（昭和62年）4月の国鉄分割民営化後は日本貨物鉄道（JR貨物）に在籍した私有貨車（タンク車）である。

## 概要
本形式は、過酸化水素専用の20 t積タンク車として1962年（昭和37年）2月22日から1968年（昭和43年）4月13日にかけて7ロット17両（アコタサ5600 - アコタサ5616）が日立製作所、富士重工業の2社で製作された。
落成時の所有者は、安宅産業、日本パーオキサイド2社であった。夫々の常備駅は、岳南電車岳南線の岳南富士岡駅、東北本線の郡山駅であった。
安宅産業所有車10両は、1977年（昭和52年）2月26日に東海電化工業へ名義変更された。
日本パーオキサイド所有の内3両（アコタサ5607 - アコタサ5609）は、1991年（平成3年）に三菱瓦斯化学へ名義変更され常備駅は、南四日市駅に変更された。
1979年（昭和54年）10月より化成品分類番号「化侵58」（酸化性の物質、侵食性の物質、酸化性物質、侵食性のあるもの）が標記された。
タンク体は、積荷の分解防止のため純アルミニウム（A1070）製、ドーム付きのキセ（外板）なし直胴タイプである。記号番号表記は、特殊標記符号「コ」（全長 12 m 以下）に加え、破損防止の注意喚起のため副記号「ア」を冠し、「アコタサ」と称し、タンク体には「純アルミ」、「連結注意」と標記された。タンク体の長さは8,225 mm、内径は1,726 mmである。タンク内部には、補強を兼ねた皿形の波除け板（バッフル）が4枚設置されている。受台は、強度の低い純アルミニウム製タンクを支えるため、大型である。荷役方式は、積込は液出入管から行い、荷卸しは液出入管と空気加圧による上出し方式である。液出入管と空気管はドームの頂部に設けられ、空気管には異物除去用のフィルターが内蔵されている。両管は落成時には全車S字管を装備していたが、三菱瓦斯化学に名義変更された3両は取り外された。タンク体はアルミニウム地肌（無塗装）の銀色である。
全長は9,800 mm、全幅は2,330 mm、全高は3,663 mm、台車中心間距離は5,700 mm、実容積は18.3 m3、自重は14.9 t、換算両数は積車3.5、空車1.6である。台車は、ベッテンドルフ式のTR41Cであったが、第一次台車改造によりTR41Dとなった。
2003年（平成15年）5月に最後まで在籍した3両（アコタサ5607 - アコタサ5609）が廃車となり形式消滅した、と同時に「タサ」車（積載重量20 t - 24 tのタンク車）の全滅となった。

### 年度別製造数
各年度による製造会社と両数、所有者は次のとおりである。（所有者は落成時の社名）
- 昭和37年度 - 2両
  - 日立製作所 2両 安宅産業（アコタサ5600 - アコタサ5601）
- 昭和38年度 - 2両
  - 日立製作所 2両 安宅産業（アコタサ5602 - アコタサ5603）
- 昭和40年度 - 3両
  - 日立製作所 3両 安宅産業（アコタサ5604 - アコタサ5606）
- 昭和41年度 - 8両
  - 富士重工業 3両 日本パーオキサイド（アコタサ5607 - アコタサ5609）
  - 日立製作所 1両 安宅産業（アコタサ5610）
  - 富士重工業 4両 日本パーオキサイド（アコタサ5611 - アコタサ5614）
- 昭和43年度 - 2両
  - 日立製作所 2両 安宅産業（アコタサ5615 - アコタサ5616）